# 张巍 (1968年)
张巍（1968年11月—），男，汉族，湖北松滋人，中华人民共和国政治人物，现任第二十届中央纪委委员，中共河南省委副书记、政法委书记、省委教育工委书记。。

## 生平
曾任中央纪委国家监委驻国家发展和改革委员会党组成员、纪检监察组组长，中共黑龙江省委常委、省纪委书记、省监委主任，中共河南省委常委、省纪委书记、省监委主任。
2025年5月，升任中共河南省委副書記，改兼省委政法委书记。7月，兼任省委教育工委书记。